# Esgrima germánica

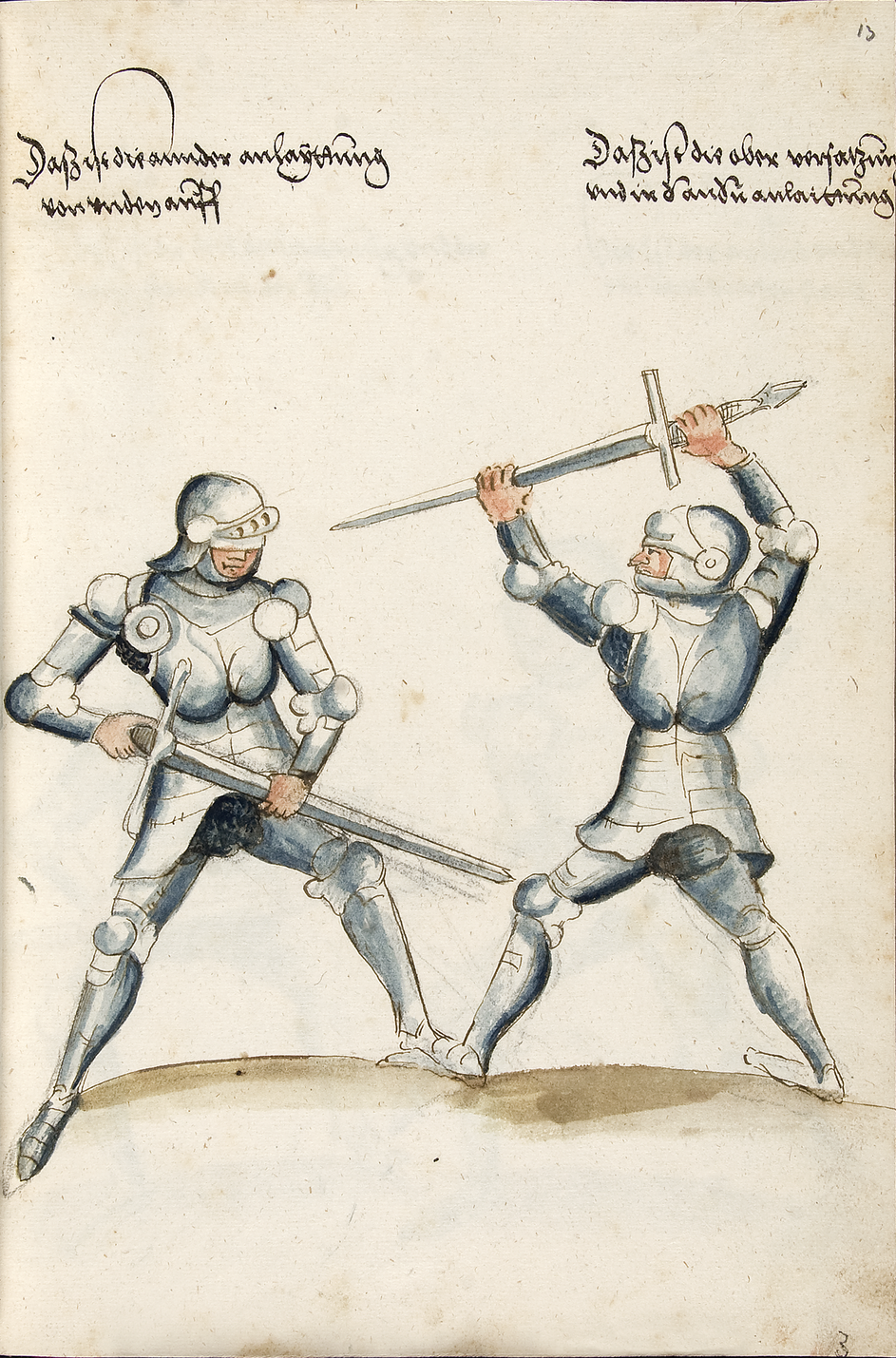
Esgrima germana.

La esgrima germánica es el arte de combate que comprende las técnicas de empleo de la espada larga a dos manos (Langschwert) enseñadas en el Sacro Imperio Romano Germánico entre los siglos XIV y XVII, tal y como se describen en el Fechtbücher ("manuales de combate"). La lucha podía realizarse también con el acompañamiento de escudo.
Muchos de los autores siguen, o afirman seguir, la tradición del maestro Johannes Liechtenauer, del siglo XIV. El tratado más antiguo que se ha conservado forma parte del manuscrito 3227a. El sistema que describe pone un gran énfasis en la simplicidad, velocidad y eficiencia, formando un arte marcial mortal muy adecuado para los combates reales.
En la actualidad existen grupos que recuperan y mantienen vivos este estilo de lucha y otros similares.

## Historia
La historia de la escuela germánica de esgrima abarca unos 250 años, aproximadamente desde 1350 a 1600, y entre ocho y diez generaciones de maestros, en función de la fecha de nacimiento de Liechtenauer. La fuente más antigua, el manuscrito 3227a, menciona ya una serie de maestros coetáneos de Liechtenauer, como Hanko Döbringer, Andres Jud, Jost von der Nyssen y Niklaus Preuss. Martin Hundsfeld y Ott Jud posiblemente pertenecen a principios del siglo XV, pero las fuentes son escasas hasta mediados de dicho siglo.
Hacia la mitad del siglo XV se produce el cénit y posterior declive de la llamada "Sociedad de Liechtenauer", con Peter von Danzig, Sigmund Ringeck y Paulus Kal. Hans Talhoffer, contemporáneo de este último, participó seguramente en la fundación de la Hermandad de San Marco que, desde Fráncfort del Meno, casi monopolizó la enseñanza de las artes marciales desde 1478 hasta 1570.
Entre los maestros de finales del siglo XV destacan Johannes Lecküchner, Hans von Speyer, Peter Falkner y Hans Folz. Con el siglo XVI la esgrima germánica va dejando de ser un arte marcial diseñada para su empleo o en duelos o en la batalla para convertirse progresivamente en un deporte. Son maestros de esta época Hans Wurm y Jörg Wilhalm.
A mediados del siglo XVI se produjeron intentos para preservar y reconstruir las técnicas del siglo anterior, especialmente por Paulus Hector Mair. También se inscribe en este periodo la fundación del Federfechter, un gremio de lucha creado en 1570 en Viena. El último período de la tradición germánica se extiende desde finales del siglo XVI hasta principios del XVII, con los maestros Joachim Meyer y Jakob Sutor. Pero a medida que se fueron extendiendo el estoque y la tradición italianos, con tratados como el de Salvator Fabris, la nobleza barroca abandonó paulatinamente la tradición de esgrima germánica, que se percibía anticuada y poco refinada.